# Narycia arctodes
Narycia arctodes är en fjärilsart som beskrevs av Edward Meyrick 1920. Narycia arctodes ingår i släktet Narycia och familjen säckspinnare. Inga underarter finns listade i Catalogue of Life.